# Paolo Bossi
Paolo Bossi (Chiavenna, 19 aprile 1832 – Chiavenna, 2 dicembre 1886) è stato un politico italiano.

## Biografia
Sindaco di Chiavenna, fu Deputato del Regno d'Italia per due legislature, eletto sempre nel Collegio elettorale di Sondrio.